# Campo de San Juan (Castella-La Manxa)
El Campo de San Juan o Mancha Baja és una comarca manxega de la comunitat autònoma de Castella-La Manxa on se situen catorze pobles que històricament van estar sota el domini de l'Orde de Sant Joan o dels cavllers de Malta. Inclou municipis de les províncies de Toledo i Ciudad Real.

## Municipis de laprovíncia de Toledo
Aquests municipis formen una subcomarca que pertany a la Mancha de Toledo, que al seu torn és una part de la Manxa.
- Argamasilla de Alba
- Camuñas
- Consuegra
- Puerto Lápice
- Madridejos
- Quero
- Tembleque
- Turleque
- Urda
- Villacañas

## Municipis de laprovíncia de Ciudad Real
- Alcázar de San Juan, amb les pedanies d'Alameda de Cervera i Cinco Casas.
- Arenas de San Juan
- Argamasilla de Alba
- Herencia
- Puerto Lápice
- Villarta de San Juan